# Argiope anasuja
Argiope anasuja — вид павуків-колопрядів зі всесвітньо поширеного роду Argiope. Великі, яскраво забарвлені самиці більші в декілька разів за дрібних самців. Отрута слабка, для людини безпечні. Поширені в Південній Азії — в Пакистані, Індії, на Мальдівських, Сейшельських островах, Шрі-Ланці.

## Опис
Порівняно невелика аргіопа, довжина тіла самиці — до 12 мм.
За будовою статевих органів самиці (епігіна) близька до Argiope doboensis та Argiope minuta, але має більше тіло.

## Павутина
Павутина з хрестоподібним стабіліментом.

## Розповсюдження
Південноазійський вид. Поширений в Пакистані, Індії, на Мальдівських, Сейшельських островах, Шрі-Ланці, а також на Кокосових островах.